# Gorgoglione
Gorgoglione ist eine Gemeinde in der Provinz Matera in der italienischen Region Basilikata.
In Gorgoglione leben 850 Einwohner (Stand am 31. Dezember 2023). Der Ort liegt 100 km südwestlich von Matera. Die Nachbargemeinden sind Aliano, Cirigliano, Corleto Perticara (PZ), Guardia Perticara (PZ), Missanello (PZ), Pietrapertosa (PZ) und Stigliano.
Gorgoglione ist im Mittelalter entstanden. Die Einwohner siedelten sich hier an, um Schutz vor der Malaria und feindlichen Angriffen zu haben. Der Name leitet sich ab von Gurgulio, welches gurgeln des Baches bedeutet.
Sehenswert ist der Wallfahrtsort Madonna del Pergamo.